# Jacamim-do-xingu
O jacamim-do-xingu (Psophia interjecta) é uma ave gruiforme da família Psophiidae. É considerado por alguns autores uma subespécie de Psophia dextralis (jacamim-de-costas-marrons), com o nome Psophia dextralis interjecta.
Outras fontes consideram o jacamim-do-xingu como uma subespécie de Psophia viridis (jacamim-de-costas-verdes), sob o nome de Psophia virids interjecta.

## Nome científico
Seu nome científico significa: do grego "psophos", ruído, qualquer som inarticulado, aquele que faz barulho forte; e do latim "interjecta, interiectus", entre, entre duas coisas, no meio de. Seu nome popular vem do tupi antigo iakamĩ.

## Distribuição geográfica
É uma ave endêmica da Amazônia brasileira. A espécie é encontrada ao sul do rio Amazonas, com sua ocorrência delimitada a leste pelo rio Xingu e a oeste pelo rio Tocantins.